# HMS Ceres (D59)
Pour les articles homonymes, voir Ceres.
Le HMS Ceres est un croiseur léger de classe C construit pour la Royal Navy pendant la Première Guerre mondiale. Il était le navire de tête du groupe Ceres.

## Historique
Le HMS Ceres a été construit à Clydebank par John Brown & Company. Sa quille fut posée le 26 avril 1916, il a été lancé le 24 mars 1917 et mis en service dans la Royal Navy le 1er juin 1917.

### Première Guerre mondiale et entre-deux-guerres
En juillet 1917, le HMS Ceres rejoint la 6e escadre de croiseurs légers dans le cadre de la Grand Fleet. Il a été transféré en 1919 à la 3e escadre de croiseurs légers, qui a été affectée pour opérer en mer Méditerranée. Au cours de l'année 1920, il a opéré dans la mer Noire en soutien aux opérations contre les forces communistes. Le 30 mars 1923, alors qu’il était dans le port de Constantinople, l’USS Fox est entré en collision avec sa poupe, endommageant les deux navires. En 1927, le HMS Ceres est rentré au Royaume-Uni pour être déployé avec la Home Fleet. En 1929-1931, il est réaménagé et placé en réserve, mais il est réactivé en 1932 pour rejoindre la Mediterranean Fleet. En novembre, le HMS Ceres fut de nouveau mis en réserve.

### Seconde Guerre mondiale

#### Les flottes intérieure et méditerranéenne
Lors du déclenchement de la guerre en 1939, le HMS Ceres a été remis en service de la flotte de réserve et affecté à la patrouille du Nord dans le détroit de Danemark entre l’Islande et le Groenland. En janvier 1940, le HMS Ceres a subi un carénage aux chantiers de Harland and Wolff à Belfast, en Irlande du Nord, en préparation de sa réaffectation en Méditerranée. Le 15 février, il a été réaffecté de HMNB Devonport à sa nouvelle base à Malte, voyageant via Gibraltar. En mars, il a dirigé des patrouilles anti-contrebande dans la mer Ionienne et au large des côtes grecques, vérifiant les navires transportant des cargaisons vers les pays de l’Axe et escortant les convois alliés.

#### La Eastern Fleet et l’océan Indien
En avril et mai 1940, le HMS Ceres a été affecté à la Eastern Fleet et basé à Singapour. Il a été utilisé pour patrouiller au large des côtes néerlandaises des Indes orientales afin de s’opposer aux forces navales japonaises. En juin, il a été affecté pour opérer dans l’océan Indien et basé à Colombo et plus tard à Bombay, où il a escorté des convois de pétroliers du golfe Persique à la colonie britannique d’Aden. Il a ensuite passé plusieurs mois au large de la côte est de l’Afrique, étant basé à Mombasa, au Kenya. Alors qu’il patrouillait au large des côtes de la Somalie, il évacua les troupes et les civils de Somalie britannique vers Aden, et il fut plus tard impliqué dans des tâches d’escorte de convois, naviguant autour du cap Horn entre Durban et Le Cap. Plus tard cette année-là, il fut envoyé aux Seychelles et dans d’autres îles à la recherche de corsaires allemands qui s’attaquaient aux navires alliés dans la région.
Du 16 au 19 août 1940, le HMS Ceres a aidé à l’évacuation des soldats britanniques et alliés de Berbera, dans la Somalie britannique, alors que les forces italiennes avançaient sur la capitale, en les transportant vers la sécurité relative d’Aden. À ce titre, le 17 août, le HMS Ceres bombarde la colonne italienne qui avance, ralentissant sa progression et donnant le temps d’évacuer aux troupes britanniques qui se replient après la bataille de Tug Argan.
En février 1941, le HMS Ceres, en compagnie des croiseurs HMS Hawkins et HMS Capetown et du destroyer HMS Kandahar, bloquait Kismaayo en soutien à l’offensive contre la Somalie italienne et à la reconquête de la Somalie britannique en mars de la même année. Il a également secouru des prisonniers de guerre de la marine marchande de Brava et les a transportés à Mombassa. Après cela, le HMS Ceres retourna à Colombo pour des réparations.
Le jour de l’An 1942, en compagnie du sloop HMS Bridgewater, il escorte les 18 navires du convoi WS-14 vers l’Afrique du Sud depuis le Royaume-Uni avec des renforts pour le Moyen-Orient. Le HMS Ceres passa deux mois dans le golfe Persique, puis arriva à Simon's Town pour un carénage de trois mois, où il fut mis en cale sèche. Comme pour la plupart des navires de la classe C, il a également été équipé de six armes AA simples de 20 mm pour devenir un croiseur antiaérien. Les HMS Coventry, Curacoa et Curlew avaient déjà subi cette conversion avant la guerre, mais le déclenchement de celle-ci retarda les conversions du Ceres et du HMS Cardiff. Il est alors basé à Aden et participe également à la chute de Djibouti aux mains des forces alliées. Il a passé le reste de l’année à escorter des convois jusqu’à Durban. Il retourne finalement dans les eaux territoriales du Royaume-Uni et à son port d’attache de Devonport en octobre 1943. À ce moment-là, il avait navigué plus de 235 000 milles marins au cours de sa carrière.

#### Eaux territoriales
En 1943 et 1944, le HMS Ceres a été utilisé par la Royal Navy comme « navire station » basé au Britannia Royal Naval College de Dartmouth. À la fin d’avril 1944, le HMS Ceres a été réaménagé avec des radars et des armes antiaériennes et affecté à la Task Force 127 des États-Unis pour porter le drapeau de la United States Navy lors de l’invasion de la Normandie. Le HMS Ceres a été affecté comme l’un des deux navires de contrôle de la navette à Omaha Beach et, ancré sur la côte, a dirigé le rassemblement et le départ des navires et convois déchargés et sortants. Le Shuttle Control Command, embarqué à bord du HMS Capetown ancré au large des côtes, a dirigé à la fois le Ceres pour les navires en partance et le contrôle de la navette à l’arrivée exercé à partir du Capetown.
Par la suite, à la suite de la destruction du port artificiel au large d’Omaha Beach pendant la grande tempête qui s’est produite environ deux semaines après le 6 juin 1944 et à la suite de la démolition allemande du port de Cherbourg à la fin du mois de juin, le HMS Ceres et son navire jumeau, le HMS Capetown, ont été affectés à la tâche de contrôle de la navette, accélérant le passage et le déchargement des navires du Royaume-Uni vers les plages d’Omaha et de Utah Beach. Le HMS Ceres resta « en station » au large d’Omaha Beach pendant tout l’été 1944, des premières heures du 7 juin à la fin du mois d’août 1944. Lorsque Cherbourg est devenu disponible pour accueillir la navigation en provenance du Royaume-Uni, le HMS Ceres est retourné à Plymouth pour une révision et les officiers de la marine américaine qui avaient armé le personnel de l’opération de contrôle de la navette ont été réaffectés. Après la fin de la guerre, et maintenant obsolète, il a de nouveau été placé en réserve et utilisé comme navire d’hébergement / base à Portsmouth. Il passe cependant moins d’un an dans ce nouveau rôle. En juillet 1946, le HMS Ceres a été vendu et démantelé pour la ferraille par Hughes Bolckow, à Blyth, après 29 ans de service.